# Elkan Naumburg
Elkan Naumburg (* 1. Januar 1835 in Treuchtlingen; † 31. Juli 1924 in New York City) war ein deutscher Bankier und Philanthrop, der in die Vereinigten Staaten emigrierte.

## Leben
Elkan Naumburg wuchs als Sohn eines Chasans im mittelfränkischen Treuchtlingen auf. Mit 15 Jahren wanderte er mit der Familie seines Bruders nach Baltimore in den USA aus. Dort gründete Naumburg ein Textilunternehmen. 1893 gründete er in New York das Bankhaus E. Naumburg & Co., ein Konkurrenzunternehmen von Goldman Sachs, womit Naumburg reich wurde. 
Naumburg finanzierte einen Konzertpavillon im Central Park, weswegen man ihm den Jazzsong On the mall widmete. Naumburg finanzierte auch den ersten Kindergarten seiner Heimatstadt Treuchtlingen und spendete regelmäßig hohe Summen, weswegen man ihm zum Ehrenbürger der Stadt ernannte. Weiterhin ist in Treuchtlingen eine Straße nach Naumburg benannt.
Sein Sohn, der Amateur-Cellist Walter Wehle Naumburg, gründete 1925 die Walter W. Naumburg Foundation. Die Stiftung richtet seit 1926 die International Naumburg Competition aus, einen der ältesten und renommiertesten Musikwettbewerbe der Welt.